# Brain Drain (Album)
Brain Drain ist das elfte Studioalbum der New Yorker Punkband Ramones, das im März 1989 in den USA bei Sire und in Großbritannien bei Chrysalis Records erschien. Auf dem Album wirkte zum letzten Mal Gründungsmitglied und Bassist Dee Dee Ramone mit.

## Hintergrundinformationen
Das Album wurde Ende 1988 aufgenommen. Letztmals war der langjährige Hauptsongwriter der Gruppe, Dee Dee Ramone, an den Aufnahmen beteiligt, obwohl er in den Jahren nach der Veröffentlichung von Brain Drain weiterhin Songs für die Ramones schrieb. Es ist zudem das erste Album seit Subterranean Jungle, bei dem wieder Marky Ramone als Schlagzeuger mitwirkte, nachdem er die Band zeitweise verlassen hatte. Das auf dem Album enthaltene Stück Pet Sematary wurde noch im Jahr der Veröffentlichung für den Soundtrack der Verfilmung des Stephen-King-Romans Friedhof der Kuscheltiere verwendet, woraus eine große Bekanntheit des Stücks und ein Platz 4 in der Hitparade Modern Rock Tracks des Musikmagazins Billboard resultierte. Die Single konnte sich jedoch nicht in den regulären Charts behaupten. Es wurde allerdings für eine Goldene Himbeere/Schlechtester Song nominiert. Im Jahr 2001 coverte die deutsche Band Rammstein das Stück für die B-Seite ihrer Single Ich Will.
Die Ramones coverten für Brain Drain das Lied Palisades Parks des Rock-’n’-Roll-Musikers Freddie Cannon. Insgesamt wurden drei Singles aus dem Album ausgekoppelt, neben Pet Sematary noch die Stücke I Believe In Miracles und Merry Christmas (I Don’t Want to Fight Tonight), die sich jedoch, außer dem erstgenannten Lied, nicht in den Charts positionieren konnten. Das Album Brain Drain erreichte Platz 122 der Billboard 200 und Platz 75 der UK Albums Chart.
Die Kritiken für Brain Drain fielen eher schlecht aus. So sieht Eduardo Rivadavia von Allmusic in dem Album ein kreatives Tief der Band und vergab nur zwei von fünf möglichen Sternen.

## Titelliste
1. I Believe in Miracles (Colvin, Rey)
2. Zero Zero UFO (Colvin, Rey)
3. Don’t Bust My Chops (Colvin, Hyman, Rey)
4. Punishment Fits the Crime (Colvin, Stotts)
5. All Screwed Up (Colvin, Shernoff, Bell, Rey)
6. Palisades Park (Barris)
7. Pet Sematary (Colvin, Rey)
8. Learn to Listen (Colvin, Cummings, Bell, Rey)
9. Can’t Get You Outta My Mind (Hyman)
10. Ignorance Is Bliss (Hyman, Shernoff)
11. Come Back, Baby (Hyman)
12. Merry Christmas (I Don’t Want to Fight Tonight) (Hyman)

### Bonustrack
Auf einer Neuauflage von Brain Drain ist eine alternative Fassung von Pet Sematary als Bonustrack enthalten. Sie wurde mit dem Produzenten und Grammypreisträger Bill Laswell eingespielt.
1. Pet Sematary (Bill Laswell Version)